# Jacob Holtzer
Jean-Jacques (Johann-Jacob) Holtzer dit Jacob Holtzer est un industriel français né à Klingenthal (Bas-Rhin), le 19 mars 1802 et mort à Unieux (Loire), le 9 janvier 1862.

## Un ouvrier ambitieux
« Son père, forgeur de lames de sabres et de baïonnettes (à la Manufacture d’armes de Klingenthal), lui faisait gagner au soufflet de sa forge les deux sous et la bûche de bois que l’enfant portait chaque mois au magister du village ; encore l’écolier était-il sous la dépendance du tireur de soufflet chaque fois que le travail l’exigeait. » Il perd sa mère à 10 ans, son père trois ans plus tard. S’il quitte l’Alsace adolescent, il reste très attaché à sa petite patrie : il y revient, en effet, se marier, le 30 septembre 1827, à Heiligenstein et en 1859, il offre une cloche d’acier et une plaquette au temple de Klingenthal.
Ouvrier alsacien aux dons précoces, maître-étireur, il quitte son pays natal très jeune pour rejoindre en 1817 son cousin Jean Holtzer qui travaille à la Manufacture d'armes de guerre de Saint-Étienne. La chute de l’Empire ayant porté un coup fatal à la manufacture de Klingenthal, ce grand gaillard aux yeux bleus, qui ne parle pas français, arrive dans le Forez « en sabots avec pour tout bagage un mince baluchon au bout de son bâton de voyage ». 
Jean Holtzer était arrivé à Saint-Étienne en 1815 pour y être inspecteur de la manufacture d’armes, après avoir occupé les mêmes fonctions à Mutzig, puis ouvrier à l’aciérie de la Béraudière, créé à Saint-Étienne par Louis-Antoine Beaunier en parallèle à l’aciérie des Jackson à Saint-Étienne. Les deux hommes créent leur propre petite usine d’acier corroyé dans la vallée du Cotatay, qu’ils transfèrent en 1829 au moulin du Vigneron devant l’afflux des commandes. C’est sous le Second Empire que l’usine connaît une grande expansion, avec notamment l’adoption précoce en 1852 du procédé de puddlage de l’acier, qui permet d’obtenir un acier de qualité en quantité bien supérieure aux techniques précédentes, et le développement de la fabrication de cloches en acier moulé. 
Avec son cousin, Jacob fonde à 23 ans sa première entreprise en association avec son cousin au Cotatay (Le Chambon), puis, une seconde usine à Unieux : Jean et Jacob achètent ensemble prés et bâtiments au Vigneron (1832-1835). Si le Cotatay travaille pour l’État, l’usine d’Unieux le fait pour une clientèle privée. Les deux cousins mettent fin à leur association en 1842 : Jacob devient désormais seul propriétaire du Vigneron à Unieux.
Il avait épousé en 1827 Marie-Caroline Toussaint (Heiligenstein, 2 mai 1802 - Unieux, 7 juillet 1874) qui lui donne deux enfants : Frédérique-Caroline mariée à Pierre-Frédéric Dorian et un fils Jules Holtzer qui devait être son successeur.

## Le maître de forges
L’usine d’Unieux qui produit 100 tonnes à l’origine, atteint le chiffre de 700 tonnes en 1848, puis 1650 tonnes en 1860. Vers 1840, Jacob obtient de l’acier par fusion et installe des fours à coke. En 1843, une première machine à vapeur y fonctionne. À l’usine du Vigneron s’ajoutent, depuis 1851, une fabrique à la Molière et un martinet à la Noirie. L’ouverture de la voie ferrée reliant Firminy à Saint-Étienne, en 1859, donne une nouvelle impulsion à l’entreprise. 
Technicien d’élite, Jacob n’a de cesse de parfaire et de compléter ses connaissances, achetant, en 1852, la licence Wolf & Lansgwiller pour la fabrication de l’acier puddlé, dont il est le pionnier en France, puis se lançant, en 1857, dans la fabrication de cloches en acier moulé. Soucieux de contrôler ses approvisionnements, il favorise la création de la Société des hauts fourneaux de Ria (1859), dans les Pyrénées-Orientales, dont il contrôle 40 % du capital pour substituer les fontes au bois, d’une qualité exceptionnelle, aux fers de Suède : dès 1862, les Holtzer prennent le contrôle de l’entreprise dont la raison sociale devient J. Holtzer, Dorian & Cie en 1873.

## Le bienfaiteur d'Unieux
Paternaliste comme la famille Dollfus-Mieg d'Alsace, dont il s'inspira peut-être, il fait venir des ouvriers allemands, mais surtout des compatriotes qui constituent, à Unieux, une véritable colonie alsacienne, bientôt nantie de son pasteur. Dès 1839, il achète le pré dit les Aiguiseurs pour construire une première maison des employés. La Caserne, construite en 1847 sur deux étages, abrite 12 logements de 2 pièces. De nouvelles constructions sont réalisées en 1861. Une école maternelle est installée en 1840 dans un local de l’usine puis la société crée en 1872 des écoles publiques, gratuites et mixtes. Jacob soutient la création d’une caisse de secours en 1860.
Conseiller municipal dès 1837 puis maire d’Unieux sous la monarchie de Juillet et, après une interruption (1848-1852), sous l’Empire (nommé pour la première fois le 18 septembre 1840 et pour la dernière fois le 31 juillet 1860), Jacob contribue largement à l’essor de la commune qui comptait 1 472 habitants en 1841 et 2 414 en 1861. Protestant conciliant, sa nomination en 1853 est même réclamée par le curé. En se retirant en 1860, il laisse la place à son fils Jules et à son gendre Pierre-Frédéric Dorian. Épuisé, surmené par une existence de labeur intense, il ne profite guère de sa retraite : voulant changer d’air, il décide de partir pour Ria, mais le voyage l’exténue. Rentré chez lui, il meurt, foudroyé par une attaque, le 9 janvier 1862. Comme le soulignait le Courrier de Saint-Étienne : « Chez lui, le repos ne fut jamais que le changement d’occupation. »
Décédé à Unieux, Jacob est cependant enterré au cimetière du Crêt de Roch de Saint-Étienne. Le 23 février 1879, le conseil municipal d’Unieux décide de donner son nom à l’une des rues les plus importantes de la commune. Aujourd’hui, la cité scolaire Jacob-Holtzer de Firminy perpétue son souvenir à travers son lycée professionnel industriel.

## Les établissements Holtzer 1860-1953
En 1860, la société Jacob Holtzer,  société en nom collectif, devenue en 1863 Dorian Holtzer Jackson & Cie., fut dirigée conjointement par Jules Holtzer et Pierre-Frédéric Dorian. En 1876, le gendre de Dorian, le député radical Paul Ménard-Dorian, assure la gérance. Les travaux de Jean-Baptiste Boussingault puis de Brustlein permettent la mise au point d’aciers spéciaux (les aciers au chrome, au tungstène). Cela permet à l'entreprise de développer la fabrication des canons, des projectiles, des blindages et même de cloches. 
En 1887, après le retrait de Charles Dorian, Louis Holtzer devient cogérant avec Menard-Dorian, et, sous leur direction, l’entreprise connaît une période particulièrement brillante : en 1897, l'entreprise emploie 1 500 ouvriers. Elle est l'une des premières à introduire la métallurgie électrique, utilisant le procédé Keller et installant le premier haut-fourneau électrique à Livet (Isère).
Au décès prématuré de Louis Holtzer (1894), son frère Marcel lui succéda, dernier Holtzer à diriger l’entreprise : il meurt en 1916. En 1910 la société passe en société en commandite par actions et, en 1916 en société anonyme. Le centenaire de la fondation est célébré avec éclat en 1929. En 1953, Jacob Holtzer constitue avec les trois grandes aciéries de la région (Forges et Aciéries de la Marine, Aciéries de Saint-Étienne et Aciéries et Forges de Firminy), la Compagnie des Ateliers et forges de la Loire (CAFL) devenue ensuite une composante de Creusot-Loire.

## Sources
1. 1 2  Courrier de Saint-Étienne, 12 janvier 1862
2. ↑  « Unieux (42) – Établissements Jacob Holtzer », sur le site jetons-monnaie.net.

- Les établissements Jacob Holtzer, s.l.n.d. (vers 1929)
- Jacques Valserres, Les industries de la Loire, Saint-Étienne 1862, p. 62-64
- Joseph Jacquemond, La Révolution industrielle dans la vallée de l’Ondaine 1815-1914, Saint-Étienne, 1995
- Gérard-Michel Thermeau, Loire Saint-Étienne in Les Patrons du Second Empire vol. 11, Picard/Cenomane 2010